# Dscherrahi
Dscherrahi (arabisch الطريقة الجراحی, DMG al-Ṭarīqa al-Ǧirrāḥī) ist eine der zahlreichen Tariqas (Sufi-Orden) innerhalb des Islam und ein Zweig der Halveti-Tariqa. International ist sie hauptsächlich unter der Schreibweise Jerrahi bekannt, in der Türkei unter Cerrahî. Im Laufe des 20. Jahrhunderts wurde der traditionelle Orden in einen Kulturverein zur Pflege der klassischen Sufi-Musik umgewandelt.

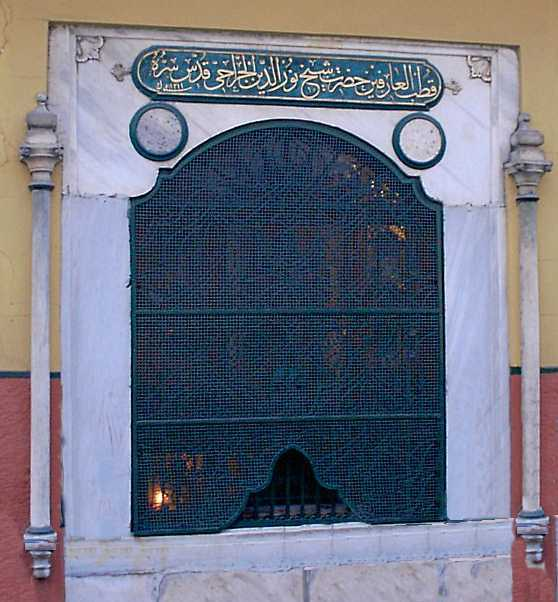
Fenster zum Mausoleum der Dscherrahi-Tekke in Istanbul

## Geschichte

### Gründung
Gründer und Namensgeber ist Hadrat Pir Nureddin al-Dscherrahi al-Halveti (4. Mai 1678–28. Juli 1721) aus Istanbul (im damaligen Osmanischen Reich; heute Türkei). Er wurde ca. 1703 von seinem Sheikh Alauddin Kostendili nach Karagümrük, einem Stadtteil im europäischen Teil Istanbuls, geschickt um einen Zweig der Halveti-Tariqa zu gründen. Kurz darauf eröffnete er dort eine Dergah (Ort der Derwisch-Versammlungen, türkisch Tekke).
Von Pir Nureddin lässt sich die „spirituelle Linie“ (arab. Silsila) über Ramazanuddin Mahfi (gest. ca. 1616), Hadrat Ahmad Schamsuddin Marmarawi (gest. ca. 1504), Pir Muhammad Erzindschani, Sayyid Yahya Schirvani (gest. ca. 1457), Pir Umar Halveti (gest. 1347), Hadrat Ibrahim Zahid Gaylani, Hadrat Suhrawardi, Hadrat Dschunaid von Bagdad, Hasan al-Basri und Hadrat Imam Ali bis zum Propheten Mohammed zurückverfolgen.

### Neuzeit
Am 2. September 1925 trat im Zuge der Säkularisierung durch den Staatsgründer Atatürk ein offizielles Verbot durch Beschluss der großen Türkischen Nationalversammlung (Türk Büyük Millî Meclisi) in Kraft, mit dem das Unterhalten eines Derwisch-Zentrums illegal wurde. Zu diesem Zeitpunkt gab es in Istanbul 14 Tekkes des Ordens. Trotzdem bestand die Dscherrahi-Tariqa erst einmal im Geheimen weiter. Der damalige Sheikh war Fahruddin Efendi (gest. 1966), der 18. Nachfolger Pir Nureddins.
Nach dessen Tod öffnete Muzaffer Efendi (gest. 1985), der 19. Nachfolger Pir Nureddins, die Tekke trotz des weiterhin bestehenden Verbots durch Atatürk der Öffentlichkeit. Von nun an erfuhr der Orden wieder einen regeren Zulauf; besonders ab Ende der 1970er Jahre, in denen Muzaffer Efendi bis zu seinem Tod mehrere Reisen nach West-Europa und in die USA unternahm. Auf diese Weise trug die Dscherrahi-Tariqa auch dazu bei, dass der Sufismus und die Zeremonie des Dhikr bei einem westlichen Publikum ein wenig an Bekanntheit gewann.
Bei seinen Besuchen in den USA traf Muzaffer Efendi unter anderem auf Lex Hixon, der daraufhin zum Islam konvertierte und sein Schüler wurde. Unter dem Namen Nur al-Jerrahi begründete dieser eine Abzweigung der Dscherrahi-Tariqa namens Nur Ashki Jerrahi Sufi Order, der bis heute eine große Anzahl an Anhängern in den Vereinigten Staaten und Mexiko hat und eine moderne und universelle Sichtweise des Sufismus lehrt.
Bis heute (Stand: 2005) ist die Dscherrahi-Tariqa noch immer im Sinne eines Musik- und Kulturvereins aktiv, das Zentrum befindet sich ebenfalls noch an derselben Stelle in Karagümrük. Im Originalgebäude der Tekke, die Pir Nureddin am Anfang des 18. Jahrhunderts erbauen ließ, ist auch dessen Grab untergebracht, das seitdem als Wallfahrtsstätte gläubiger Muslime gilt. Außerdem befinden sich dort auch die Gräber aller nachfolgender Dscherrahi-Sheikhs.
Im Jahr 1991 wurde mit der Unterstützung des Kultusministeriums der Türkei das Staatsensemble für klassische türkische Musik gegründet. Die wöchentlichen Aufführungen in der ehemaligen Tekke werden heute auch zunehmend von Touristen gern besucht. Reisen dieses Ensembles führten bisher unter anderem nach Europa und Japan.

### Verbreitung
Abgesehen von der Dscherrahi-Tekke in Istanbul ist der Orden noch in den folgenden Ländern vertreten (teilweise handelt es sich hierbei auch um kleinere Abspaltungen, die nur noch lose mit der Tekke in Istanbul verbunden sind):
- Europa:

Belgien
Bosnien
Deutschland
Griechenland
Großbritannien
Italien
Spanien
- Nordamerika:

Kanada
Mexiko
USA
New York
Seattle
Kalifornien
Indiana
- Südamerika:

Argentinien
Brasilien
Chile
- Afrika:

Südafrika
- Australien